# 筑波大学附属坂戸高等学校
筑波大学附属坂戸高等学校（つくばだいがくふぞくさかどこうとうがっこう、英: Senior High School at Sakado, University of Tsukuba）は、埼玉県坂戸市千代田に所在する国立高等学校。
筑波大学の附属学校である。通称は「筑坂（つくさか）」。国際バカロレア・ディプロマプログラム認定校。

## 概要
元々は1町5ヶ村学校組合立坂戸実務学校・坂戸実修女学校（1946年創立）であったのが1953年（昭和28年）東京教育大学に移管し、東京教育大学附属坂戸高等学校として設立される。東京教育大学から筑波大学への移行に伴い、1978年（昭和53年）に筑波大学附属坂戸高等学校と改称する。
創立当初は農業科・家政科の2学科であり、本校は普通科ではなく農業・工業・家庭の専門教育を中心とした職業課程の附属学校として位置付けられた。学科の新設や変更を経て1993年度には4学科（生物資源科・機械技術科・家政科学科・国際産業科）であったのが、1994年（平成6年）、全国初の総合学科（当初名称「総合科学科」、2017年から総合学科）を開設する。以来、総合学科のパイオニアとして数多くの実践研究を進めてきた。
2014年度から5年間スーパーグローバルハイスクール (SGH) 指定校に指定され、2019年度からはWWL（ワールド・ワイド・ラーニング）コンソーシアム構築支援事業の拠点校として指定されている。また、2017年に埼玉県で初めて国際バカロレア・ディプロマプログラム認定校となった。
筑波大学の附属学校として、年2回の教育実習の実施やキャリア教育の研究や実践等が行われている。SGH事業・WWL事業の指定により、筑波大学とのグローバル人材育成を目指した連携が強化されており、筑波大学と国際連携協定を結んでいる大学の附属学校とも連携を進めている。
埼玉県内で唯一の国立高等学校である。

## 設置課程
- 全日制課程
  - 総合学科（定員160名）
    - 生物資源・環境科学科目群
    - 工学システム・情報科学科目群
    - 生活・人間科学科目群
    - 人文社会・コミュニケーション科目群
    - 国際バカロレアコース

## 課程
- 総合学科原則必履修科目1年次「産業社会と人間」の授業で、自分の未来像を考えた2年次以降の科目を選択する。
- 2年次に、生物資源・環境科学科目群、工学システム・情報科学科目群、生活・人間科学科目群、人文社会・コミュニケーション科目群のいずれかに所属し、科目群により指定された選択必修科目および、自由選択科目を履修する。
- 2年次以降の自由選択科目には普通科目のほか、科目群に関する実習科目があり、進学向けの学習と実習科目の学習のバランスを取る履修が可能になっている。
- 3年次に、卒業研究を必修とする。

## 学校行事
- 4月
  - 入学式
  - コミュニケーションキャンプ：新入生を対象に宿泊学習を行う。
- 5月
  - 体育祭
  - 前期教育実習
  - 生徒総会
- 6月
  - 開校記念日
- 7月
  - 球技大会
- 9月
  - 黎明祭（文化祭）
  - 後期教育実習
- 10月
  - 高校生国際ESDシンポジウム
- 11月
  - 校内マラソン大会
- 2月
  - 総合学科研究大会
- 3月
  - 予餞会
  - 卒業式
  - 海外校外学習

## 部活動
体育部
- 男子ハンドボール部
- 女子ハンドボール部
- 女子バレーボール部
- 陸上競技部
- 剣道部
- 男子テニス部
- 女子テニス部
- サッカー部
- 女子バスケットボール部
- 卓球部
- 空手部
- バドミントン同好会

文化部
- 演劇部
- 工芸部
- 茶道部
- 生物部
- アンサンブル部
- ビジネス研究部
- かるた部
- クッキング同好会

## 沿革
- 1946年 - 埼玉県入間郡の1町5村が学校組合を作り、坂戸実務学校・坂戸実修女学校として設立。
- 1948年 - 学制改革により組合立坂戸高等学校となる。
- 1949年 - 東京高等師範学校の代用附属高等学校に指定。
- 1953年 - 東京教育大学に移管され、東京教育大学附属坂戸高等学校となる。
- 1956年 - 修学旅行中の列車が六軒事故に巻き込まれ、生徒と教員合わせて27名の犠牲者が出る。
- 1975年 - 東京教育大学農学部坂戸農場敷地23,988m2、合宿所158m2が本校に移管される。
- 1978年 - 筑波大学への移行により、筑波大学附属坂戸高等学校と改称。
- 1988年 - 文部省指定 昭和63年度〜平成2年度研究開発学校となる。
- 1995年
  - 従来の学科を廃止し、総合学科としての総合科学科を開設する。
  - 文部省指定 平成6・7年度高等学校教育改革推進研究協力校となる。
- 1997年 - 文部省指定 平成8・9年度高等学校教育改革推進研究協力校となる。
- 1999年 - 文部省指定 平成10・11年度高等学校教育多様化実践研究協力校となる。
- 2001年 - 文部省指定 平成12・13年度研究開発学校となる。
- 2003年 - エネルギー教育実践校（(財)社会経済生産性本部エネルギー環境教育センター）に選定される。
- 2004年 - 文部科学省指定 平成15〜17年度研究開発学校となる。
- 2006年 - 文部科学省指定 平成17〜19年度「IT人材育成プロジェクト」研究指定校となる。
- 2008年 - 文部科学省指定 平成19〜21年度サイエンス・パートナーシップ・プロジェクト (SPP) 指定校となる。
- 2010年 - 創立65周年記念式典を挙行。
- 2011年 - 国際連合教育科学文化機関よりユネスコ・スクールに認定される。
- 2014年 - 文部科学省指定 平成26～30年度スーパーグローバルハイスクール (SGH) 指定校となる。
- 2017年 - 国際バカロレア認定校となる。
- 2019年 - 文部科学省指定WWL（ワールド・ワイド・ラーニング）コンソーシアム構築支援事業の拠点校として指定される。

## 著名な卒業生・在校生
- 神山佐市 - 元衆議院議員（自民党）
- 井上健次 - 毛呂山町長
- 星野信吾 - 元富士見市長
- 夕陽 - 元プロレスラー
- 藤森奈津子 - 将棋女流棋士
- 梶原悠未 - 女子自転車競技選手、2020年東京オリンピック銀メダリスト
- 湯浅麗歌子 - ブラジリアン柔術選手
- 福岡洋一 - 美術デザイナー
- 小柳洋子 - 女優
- 簑島正佳 - 作曲家、編曲家、音楽プロデューサー、DJ、Alstroemeria Records主宰

## 最寄駅
- 東武東上線若葉駅
- 東武東上線坂戸駅

## その他
- 1956年10月15日、三重県一志郡三雲村（現：松阪市）の参宮線六軒駅（現在は紀勢本線に編入）で発生した列車衝突事故（六軒事故）では、修学旅行中の当校の生徒と教員合わせて27名の犠牲者が出た[2]。

## 関連校
国際連携校
- ボゴール農科大学附属コルニタ高等学校（ インドネシア）
- インドネシア政府環境林業省附属林業高等学校（ インドネシア）
- インドネシア国立パダン第6高等学校（ インドネシア）
- フィリピン大学附属ルーラル高等学校（フィリピン）
- カセサート大学附属高等学校（タイ）